# Párducpetymeg
A párducpetymeg (Genetta pardina) az emlősök (Mammalia) osztályába, a ragadozók (Carnivora) rendjébe, a macskaalkatúak (Feliformia) alrendjébe és a cibetmacskafélék (Viverridae) családjába tartozó petymegek (Genetta) nemébe tartozó faj.
Szinonimái többek között a G. amer, a G. dubia és a G. genettoides. Ez utóbbit a párducpetymeg és a rozsdafoltos petymeg (G. maculata) közötti hibridnek tekintik; a korábban szinonimának tartott királypetymeget (G. poensis) ma már külön fajként kezelik.

## Megjelenése
A párducpetymeg erőteljes testfelépítésű petymeg, rövid és durva szőrzettel. A test felső oldalának színe sárgásszürkétől halvány- vagy homokszürkéig terjed. A széles, sötét háti csík a vállak mögött kezdődik és az állat farkának tövéig húzódik, a háti sörény hiányzik. A hátán lévő foltok sötétbarnák vagy vörösesek, megnyúltak, szögletesek és sötét gyűrűkkel határoltak. A két felső sor foltjai aránylag egyenletesen helyezkednek el, körülbelül a hátcsíkkal megegyező szélességűek, a foltok a test alsó része felé egyre kisebbek és szabálytalanabbak. Az arcon világos mintázatok között tisztán meghatározott sötét maszkot visel. A farkon 6-7 világos gyűrű látható, amelyek jóval szélesebb sötét csíkokkal váltakoznak, a farok hegye világos, a fej-testhossz 41-55,3 (hímek) vagy 41-53 (nőstények) centiméter hosszú. A farokhossz hímek esetén 39-49, nőstényeknél 42-45 centiméteres, a tömegük akár 3,1 kilogramm is lehet.

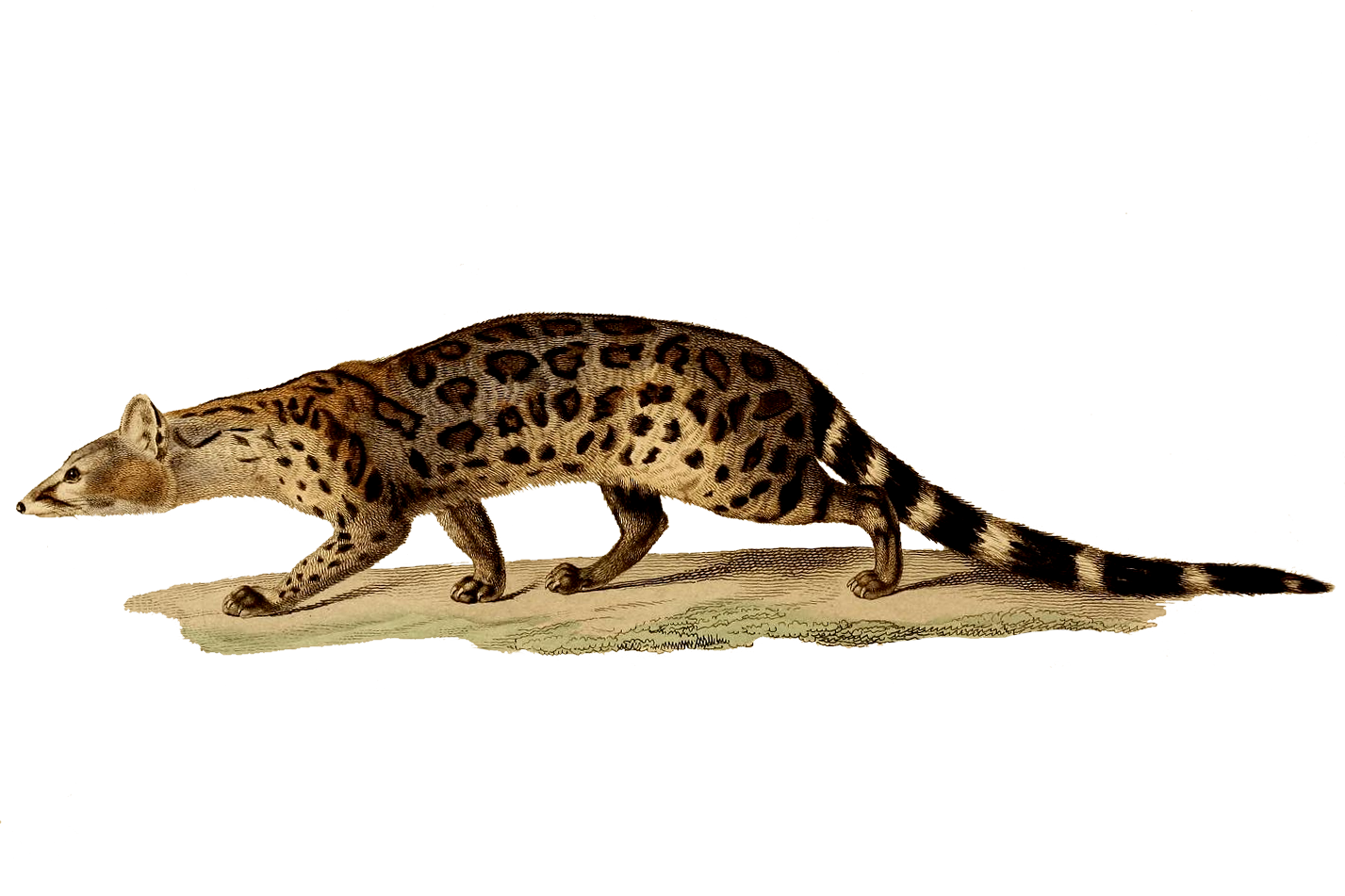
A faj ábrázolása

## Elterjedése, élőhelye
A párducpetymeg elterjedési területe Szenegáltól és Malitól Gambián, Guineán, Bissau-Guineán, Sierra Leonén, Libérián és Elefántcsontparton át Ghánáig és Burkina Fasóig terjed, bár ezen terület keleti határa bizonytalan. Crawford-Cabral a Volta folyót javasolta a faj elterjedésének lehetséges gátjaként, de nincs kizárva, hogy Togóban és Beninben is jelen van, mivel mindkét országban G. pardina fenotípusú egyedeket figyeltek meg. A párducpetymeg Mauritániában is előfordulhat, de publikált feljegyzések nem ismertek. Élőhelyei többek között őserdők és másodlagos esőerdők, galériaerdők és nedves szavannák, a bozótosokon, erdőültetvényeken és a külterületeken is előfordul.

## Életmódja
A párducpetymeg életmódja nagyrészt ismeretlen, úgy tartják, hogy rágcsálókkal, gerinctelenekkel és gyümölcsökkel táplálkozik, valószínűleg éjszaka aktív.

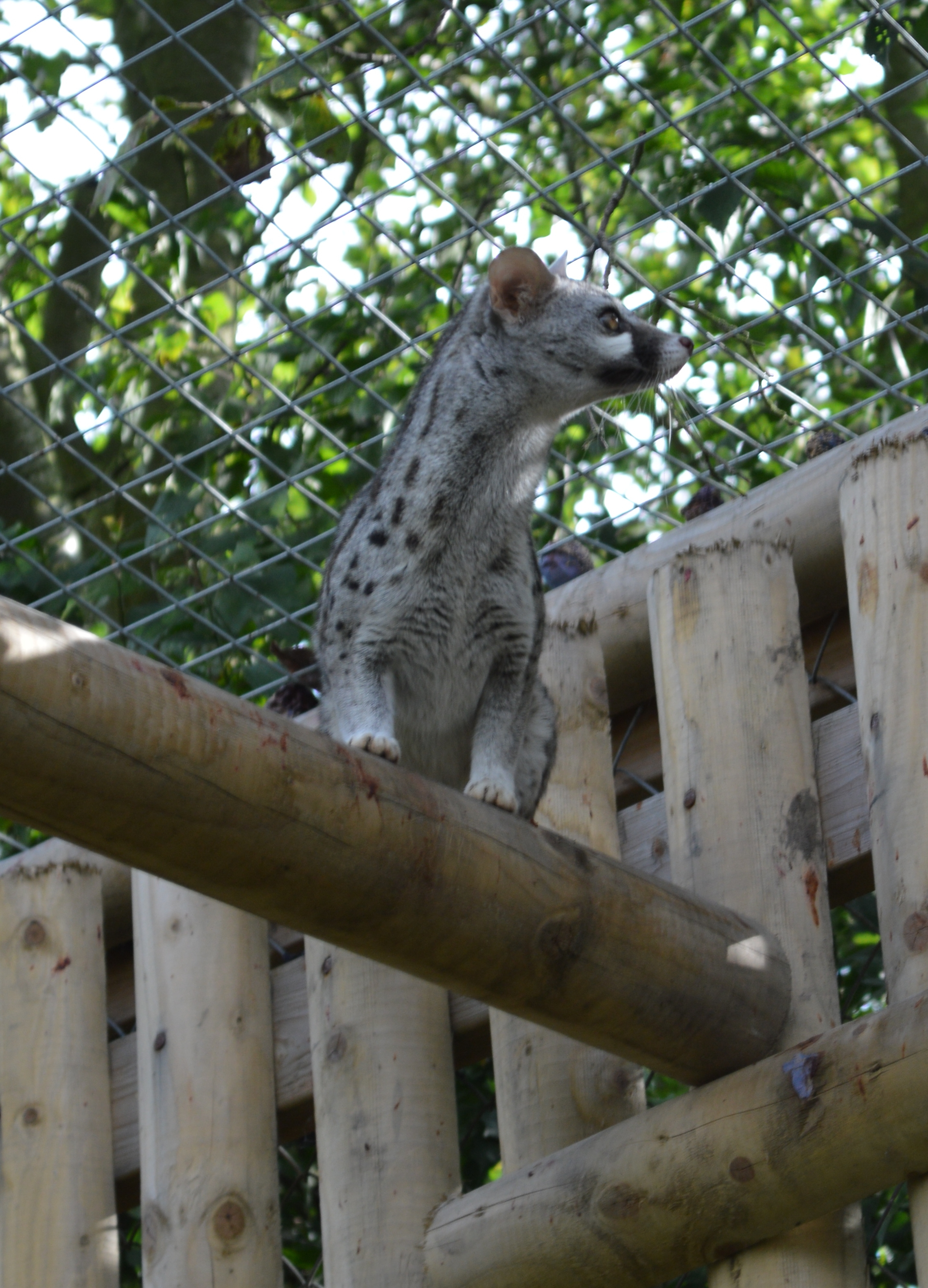

## Természetvédelmi helyzete
Viszonylag széles elterjedési területe és különböző élőhelyeken való előfordulása miatt a Természetvédelmi Világszövetség (IUCN) a párducpetymeget a nem fenyegetett kategóriába sorolja. Úgy gondolják, hogy a populáció létszáma nem csökken olyan gyorsan, hogy indokolttá tegye a magasabb kategóriába való áthelyezést. A területen élő petymegekre nehezedő nagy vadászati nyomás miatt azonban státuszuk újraértékelése szükségessé válhat.

## Fordítás
Ez a szócikk részben vagy egészben  a   Pardelgenette című német Wikipédia-szócikk ezen változatának fordításán alapul.  Az eredeti cikk szerkesztőit annak laptörténete sorolja fel. Ez a jelzés csupán a megfogalmazás eredetét és a szerzői jogokat jelzi, nem szolgál a cikkben szereplő információk forrásmegjelöléseként.